# 斯萊瑟冰川
79°50′S 028°30′W / 79.833°S 28.500°W
斯萊瑟冰川（英語：Slessor Glacier）是南極洲的冰川，98%的面積被冰蓋所覆蓋，位於科茨地，長120公里、寬80公里，最終在沙克爾頓山脈以北注入龍尼-菲爾希納冰架，在1956年由英聯邦探險隊發現和繪入地圖。